# 1 dîner 2 cons
1D2C ou 1 dîner 2 cons (en arabe :عشاء ومعتوهان) est un talkshow marocain diffusé sur le web depuis mai 2016.

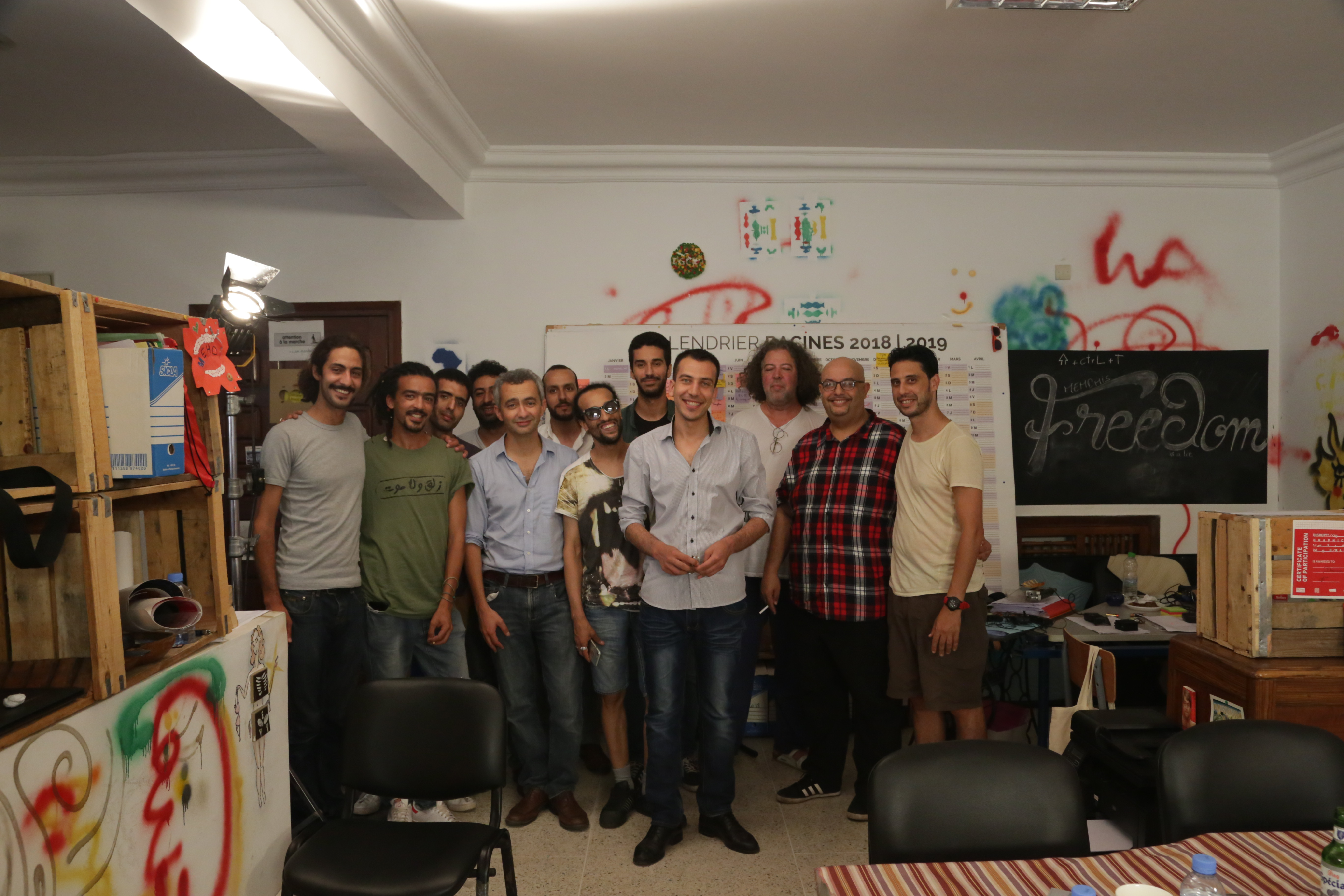
Photo de groupe dans le bureau de l'association Racines qui a abrité la 6e émission de 1D2C.

La présence de l'alcool pendant l'émission et son ton de parole engagé suscitent régulièrement la critique dans les médias marocains,.

## Concept de l'émission
L'émission est produite et animée par Amine Belghazi et Youssef El Mouedden qui reçoivent à chaque édition entre 6 et 30 invités pour commenter l'actualité politique, économique et culturelle au Maroc. Chaque épisode de l'émission est tourné dans un endroit différent : bar, salon, siège d'association, etc.
Les invités de l'émission appartiennent à différentes sensibilités : artistes, intellectuels, musiciens, acteurs associatifs, chercheurs, humoristes, comédiens, etc.
Chaque épisode est diffusé en plusieurs parties d'environ 30 minutes chacune.

## Invités de l'émission
L'émission a vu défiler, entre autres, l'intellectuel et auteur Ahmed Assid, l'acteur-réalisateur français Mathieu Kassovitz, l'artiste marocain Fayçal Azizi, le porte-parole de Human Rights Watch Ahmed Réda Benchemsi, la militante Ibtissam Lachgar, l'économiste Fouad Abdelmoumni, la journaliste Fedwa Misk, le caricaturiste Khalid Gueddar, le chercheur Rachid Aourraz, la militante amazighe Meryem Demnati, etc.

## Polémiques et pressions
- Deux semaines après la diffusion de la quatrième émission de "1 dîner 2 cons" le 29 mai 2017, les autorités ont arrêté un des invités de l'émission, le blogueur et militant rifain Elmortada Iamrachen[5], particulièrement actif pendant le mouvement populaire du Rif. Il a été condamné à 5 ans de prison ferme selon les dispositions de la loi anti-terroriste marocaine[6].
- À la suite de la diffusion le 24 août 2018[7] de la sixième émission qui avait pour thème la monarchie au Maroc, l'association marocaines Racines, qui a mis à disposition ses locaux pour les besoins du tournage, a subi des intimidations de la part des autorités marocaines[8].
- Lors du conseil national du parti de la justice et du développement tenu le 15 septembre 2018, le président du groupe parlementaire du parti, Driss El Azami El Idrissi a qualifié l'émission de : "tentative médiatique pessimiste qui se moque des fondamentaux du pays, provoque les nationalistes et porte atteinte au respect dû aux institutions du pays."[9]
- Sur demande du ministère de l'intérieur, le tribunal de première instance de Casablanca a ordonné, le 26 décembre 2018, la dissolution de l'association Racines pour avoir abrité le tournage de la sixième émission de 1D2C[10].